# Madame de Blanc
M:me de Blanc, eller Madame von Blanc (fl. 1786), med okänt förnamn, hustru till Johan von Blanc, var en lindansare och skådespelare, som uppträdde i Sverige. Hon tillhörde mest de uppmärksammade aktörerna vid den första fasta scenen i Göteborg, Comediehuset, under den gustavianska tiden. Hon har ofta förväxlats med makens andra hustru, Beata Christina, men hennes förnamn är inte känt.

## Biografi

### Tidig karriär
Hon gifte sig med lindansaren Johan von Blanc, ledare för det Gemenasiska sällskapet och kompanjon med lindansaren Paul German. 
I Dagligt allehanda den 18 december 1778 tillkännagavs: »I dag kl. 6 e. m. visar sig uppå Kongl. Operahuset (Bollhuset) det nyligen från S:t Petersburg ankomna Gemenasiska sällskapet för första gången i sina konster uti ekvilibrier.» Hon ska jämsides med Paul German ha varit den mest uppmärksammade artisten ur sällskapet. Hon beskrivs som vacker och intagande: 
"välväxt och hade ett synnerligen präktigt hår, som räckte henne ända ned på smalbenet och som hon gärna koketterade med".
Sällskapet uppträdde på Bollhuset i Stockholm hela vintern 1778-79, och fick därefter privilegium på "fysiska och mekaniska konststycken" i den svenska landsorten.

### Comediehuset
Hennes make var mellan 1779 och 1786 direktör för Göteborgs första fasta teater, Comediehuset. Under säsongen 1779-80 alternerade hon med Paul German med uppvisningar av lindans på teatern. Som lindansare uppträdde hon även för prins Adolf Fredrik i oktober 1780. Sedan sällskapet hade ombildats till en ren skådespelartrupp debuterade hon som skådespelare den 11 februari 1780 i »De tre narraktige älskare». 
Under sin återstående karriär i staden blev hon en av Göteborgsscenens främsta stjärnor och mycket populär bland publiken. Bland hennes roller fanns byxrollen som greven i Anette och Lubin mot Andreas Widerberg och Anna Catharina Widebäck (1782), en annan Christina av Danmark i Gustaf Wasa (1781).
En kritiker 1783 sade om henne: 
"hon är ett vackert och intagande Fruntimmer, äger styrka och vivacité att utföra nog swåra roler. Jag har sett henne spela Agnes i Zanettis roll uti »Galora från Venedig», och det med mycken smak. Kännare af piecen och alla de som sedt densamma uppföras, kunna bäst derom döma. Wi smickra oss med at dessförinnan få se henne flera gånger agera uti instundande höst." 

### Senare liv
Hon avslutade sin karriär och följde med maken när han 1786 förlorade sin tjänst som direktör och tvingades lämna Göteborg. Johan von Blanc anordnade 1785-86 uppträdanden och maskerader i Spektakelhuset i Karlskrona, och fick sedan burskap som borgare och traktör med tillstånd att driva Storkällaren i konteramiralen Grubbes stora hus på Borgmästaregatan, en krog med biljard, något som på den tiden var vanligt för före detta skådespelare. 
Hon har i äldre litteratur förväxlats med Johan von Blancs andra maka, och därmed fått namnet Beata Christina. Johan von Blancs andra maka var Beata Kristina Köhler, f. 18 dec. 1748 i Höreda, d 25 jan. 1827 i Karlskrona, dotter till korpralen Kristoffer Köhler, som Johan von Blanc gifte sig med 23 maj 1790. I äldre litteratur uppges hon också ha fått en dotter med von Blanc, Catharina le Blanc. Katarina Le Blanc (d 17 nov. 1807), var dock Johan von Blancs brorsdotter, dotter till överstelöjtnanten i fransk tjänst Adam von Blanc: men då hennes far bodde i Lüttringhausen var hon sin farbrors och dennes frus fosterdotter, och gifte sig senare med handelsmannen Petter Magnus Schalin i Karlskrona.